# Daniel Dennett
Daniel Clement Dennett (Boston (Massachusetts), 28 maart 1942 – Portland (Maine), 19 april 2024) was een Amerikaanse filosoof die gespecialiseerd was in vraagstukken betreffende het bewustzijn, de filosofie van de geest en kunstmatige intelligentie. Hij doceerde aan de Tufts University nabij Boston en kreeg sinds de uitzending van de VPRO-serie Een Schitterend Ongeluk ook in Nederland en Vlaanderen bekendheid. Als uitgesproken atheïst wordt Dennett vaak genoemd als een van the Four Horsemen (de vier ruiters) van nieuw atheïsme, samen met Richard Dawkins, Sam Harris en Christopher Hitchens.

## Levensloop
Dennett groeide op in Beiroet, waar gedurende de Tweede Wereldoorlog zijn vader als contraspion werkte voor de Office of Strategic Services (OSS). De jonge Dennett keerde terug naar de Verenigde Staten naar Massachusetts in 1947 nadat zijn vader was verongelukt bij een onopgelost vliegtuigongeluk.
Dennett studeerde filosofie aan Harvard en behaalde hier een Bachelor of Arts in 1963. Hij was hier een student van Willard Van Orman Quine. In 1965 promoveerde hij aan het Christ Church college van de universiteit van Oxford, waar hij studeerde onder de taalfilosoof Gilbert Ryle. Dennett claimde zelf, dat hij in Oxford de eerste frisbee in het Verenigd Koninkrijk introduceerde. Vanaf 2017 was Dennett hoogleraar (Austin B. Fletcher leerstoel) in de Filosofie en mededirecteur van het Centrum voor Cognitieve Studies, aanvankelijk samen met Ray Jackendoff, aan de Tufts University in Somerville (Massachusetts).

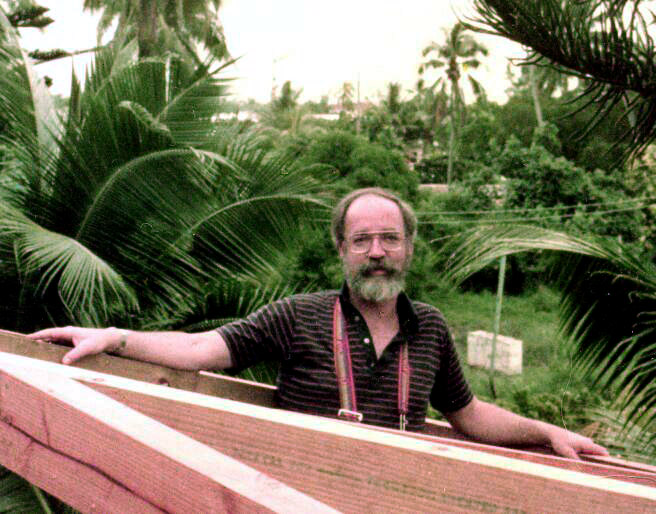
Daniel Dennett in Tahiti in 1984

Dennett gaf in 1983 de zogenaamde John Locke colleges aan de universiteit van Oxford, in '85 de Gavin David Young colleges in Adelaide (Australië), in '86 de Tanner Lecture in Michigan, en nog diverse andere colleges. Hij werd gekozen tot de American Academy of Arts and Sciences in 1987. In 1985 was hij de medeoprichter en mededirecteur van de Curricular Software Studio aan de Tufts University en hielp mee om tentoonstellingen op de computer te ontwerpen voor het Smithsonian Institution en andere musea in Boston. Hij was verder gelieerd aan de International Academy of Humanism en is een fellow van het Committee for Skeptical Inquiry. 
Dennett beschreef zichzelf als autodidact, of meer genuanceerd, een begunstigde van honderden uren aan informele lessen op alle gebieden die hem interesseren van enige van de meest vooraanstaande wetenschappers."
In 2001 ontving hij de Jean Nicod Prijs en gaf de Jean Nicod Lectures in Parijs. Hij ontving verder twee Guggenheim Fellowships, een Fulbright Fellowship, en een fellowship aan het "Center for Advanced Studies in Behavioral Science". In 2012 werd hij onderscheiden met de Erasmusprijs. In in 2012 en 2018 ontving hij eredoctoraten aan respectievelijk de  Universiteit van Amsterdam en de Radboud Universiteit van Nijmegen.
Dennett was een fervent zeiler. Hij overleed in april 2024 op 82-jarige leeftijd aan interstitiële longziekte.

## Werk

### Cartesiaans theater

Cartesiaans theater in actie: een homunculus in de hersenen krijgt via de menselijke zintuigen een afspiegeling van de buitenwereld.

De Franse filosoof René Descartes heeft al in de 17e eeuw de grondslag gelegd voor het dualisme. Volgens Descartes vond samenwerking tussen lichaam en geest plaats in de pijnappelklier (of epifyse) in de hersenen. In de pijnappelklier werden indrukken uit de buitenwereld geïntegreerd tot bewuste belevingen. Dennett noemde dit het Cartesiaans theater. De interactie tussen lichaam (inclusief hersenen) en geest (inclusief bewustzijn) is nog steeds onderwerp van levendige filosofische debatten.
Dennett verwierp de ideeën over lichaam en geest van Descartes. Lichaam en geest waren volgens hem geen gescheiden entiteiten. De geest kwam volgens hem voort uit lichamelijke processen.

### Evolutie van de vrije wil
Vrije wil is verenigbaar met het determinisme (compatibilisme). Het determinisme, op fysisch niveau, klopt. Strikt vrije wil bestaat niet. We hebben echter genoeg vermogen om vrije keuzes te kunnen maken. Vrije wil is de mogelijkheid keuzes te maken zonder opgelegde druk.
Dennett maakte onderscheid tussen vermijdbaar(evitability) en onvermijdbaar (inevitability). De mens heeft (Dennett maakte hier een vergelijking met een handelend wezen dat zijn doelen wil verwezenlijken) het vermogen om te anticiperen op gewenste en ongewenste gevolgen van het handelen. Door de evolutie heeft de mens een steeds krachtiger vermogen ontwikkeld om de toekomst te voorspellen op consequenties. Hierdoor kan de mens steeds beter toekomstige gebeurtenissen vermijden, of juist niet. Dit vermogen tot vermijden is het menselijk vermogen van vrije wil.
Doordat dit menselijk vermogen van vrije wil niet het determinisme uitsluit maar juist bevestigt (anders kan men niet voorspellen en vermijden), was Dennett een compatibilist. Dennett leverde hiermee een bijdrage aan de discussie over Kwantummechanica en vrije wil.

### Frame-probleem in de filosofie

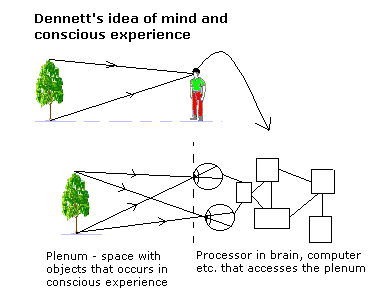
Dennetts idee van het brein en de bewuste ervaring

In 1978 legde Dennett in een publicatie uit, dat het frame-probleem uit de kunstmatige intelligentie onderdeel uitmaakt van een groter probleem: hoe kan een rationeel denkend systeem bepalen welke informatie wel of niet relevant is in een redenering met betrekking tot het uitvoeren van een actie. De beschikbare hoeveelheid kennis moet als het ware gesorteerd worden, maar het is de vraag hoe je kunt bepalen of informatie nu werkelijk wel of niet relevant is, of zal zijn.

### Scepticisme
Dennett nam het scepticisme tot uitgangspunt om te komen tot waarheidsbevinding, net als Richard Dawkins. Beide geleerden kennen elkaar goed. Mede vanuit dit scepticisme schreef hij - net als Dawkins - een boek waarin hij uiteen zette, waarom religie weinig tot geen feitelijke argumenten in eigen voordeel heeft. Dit boek heet De betovering van het geloof (Breaking the Spell: Religion as a Natural Phenomenon). Samen met Dawkins en twee andere religiecritici en auteurs van vergelijkbare boeken - Sam Harris en Christopher Hitchens - hield hij een twee uur durende, gefilmde discussie over de reacties op hun boeken. Die opname verscheen onder de titel: The Four Horsemen. Naast een uitgesproken atheïst was Dennett ook een onverbloemd criticus van onder meer homeopathie. In 2004 was hij een van de zes personen aan wie de BBC in de documentaireserie The Atheism Tapes een interview van een volledige uitzending wijdde.

### Publieke optredens
Daniel Dennett hield vier keer een presentatie op de jaarlijkse TED-bijeenkomst. In de eerste reageerde hij op een eerder bij hetzelfde evenement gemaakte claim van predikant Rick Warren, dat de mensheid de werking van evolutie moet tegengaan om besef van normen en waarden te hebben en te behouden. Daarmee implicerend, dat evolutie aan de ene kant, en normen en waarden aan de andere kant, tegenpolen zijn. Dennett postuleerde een theorie over een natuurlijke oorsprong van normen en waarden, die de werking van evolutie helemaal niet tegengaat.
Bij zijn tweede presentatie vertelde Dennett globaal over zijn theorie, hoe het bewustzijn uit te leggen is als een puur lichamelijk, chemisch fenomeen. Ter demonstratie en amusement liet hij wat werkingen zien van de processen in de hersenen van mensen, om aan te tonen dat je niet alles kunt geloven wat je denkt mee te maken.
In zijn derde presentatie ging Dennett nader in op het begrip memes: eenheden van informatie in de hersenen, die van generatie op generatie worden doorgegeven (wetenschappelijk geformuleerd door Richard Dawkins). Dit zou gaan volgens ongeveer dezelfde werking als die van DNA, dat informatie over het bouwen van lichamen doorgeeft. Dennett probeerde met zijn verhaal het idee toegankelijker te maken.
In zijn vierde presentatie verkende Dennett het concept, dat humor gebaseerd is op dezelfde evolutionaire redevoering  waarom de mens een voorkeur heeft voor zoet voedsel. Humor is een hyperstimulatie van het menselijke vermogen om fouten op te sporen in keuzes en taken. "The joy of debugging", zoals Dennett het benoemde, wordt over-gestimuleerd in het geval van een grapje.

## Onderscheidingen
- 6 januari 2012, eredoctoraat Universiteit van Amsterdam[7]
- 18 oktober 2018, eredoctoraat Radboud Universiteit[8]